# Diphya simoni
Diphya simoni är en spindelart som beskrevs av Kauri 1950. Diphya simoni ingår i släktet Diphya och familjen käkspindlar. Inga underarter finns listade i Catalogue of Life.